# Kafo Kafo
Kafo Kafo is een bestuurslaag in het regentschap Nias Barat van de provincie Noord-Sumatra, Indonesië. Kafo Kafo telt 9 inwoners (volkstelling 2010).